# 班冀超
班冀超（1915年—？），原名班显祖，男，奉天（今辽宁）盖平人，中国通信和自动化技术专家，曾任兰州铁道学院教授。